# NGC 3181
NGC 3181 je zvjezdana asocijacija u zviježđu Velikom medvjedu.

## Vanjske poveznice
- SEDS: NGC 3181